# Delosperma caespitosum
Delosperma caespitosum är en isörtsväxtart som beskrevs av L. Bol.. Delosperma caespitosum ingår i släktet Delosperma, och familjen isörtsväxter. Inga underarter finns listade i Catalogue of Life.